# Gjeruldsenhøgda
Gjeruldsenhøgda är en bergstopp i Antarktis. Den ligger i Östantarktis. Norge gör anspråk på området. Toppen på Gjeruldsenhøgda är 2 640 meter över havet, eller 265 meter över den omgivande terrängen. Bredden vid basen är 4,4 km.
Terrängen runt Gjeruldsenhøgda är huvudsakligen platt, men den allra närmaste omgivningen är kuperad. Gjeruldsenhøgda är den högsta punkten i trakten. Trakten är obefolkad. Det finns inga samhällen i närheten.